# Diskografija sastava 2NE1
Diskografija južnokorejskog pop sastava 2NE1 sastoji se od tri studijska albuma, četiri videoalbuma, tri EP-a, tri koncertna albuma, dvadeset tri singla i trideset četiri spota. Grupa se prvi puta pojavila 2009. godine u pjesmi "Lollipop", komercijalnoj kampanji zajedno s grupom Big Bang za LG Electronics. Njihov debitantski singl "Fire" objavljen je u svibnju 2009. godine. Od tada, grupa je izdala dva istoimena EP-a, 2NE1 (2009) i 2NE1 (2011), te dva studijska albuma, To Anyone i Crush. Na njihovom prvom EP-u nalazi se hit pjesma "I Don't Care" koja je osvojila nagradu za pjesmu godine na dodjeli nagrada Mnet Asian Music Awards 2009. Pjesme koje su slijedile, kao što su "Go Away", "Lonely" i "I Am The Best", bile su slično uspješne, a "I Am The Best" donijela im je drugu nagradu za pjesmu godine u 2011. godini.
2NE1 su u Japanu službeno debitirale u rujnu 2011. godine s Japanskom verzijom njihovoh drugog EP-a preimenovanog u Nolza. Od tada, grupa je u Japanu izdala jedan studijski album, Collection, i dva fizička singla.
2012. godine, New York Times imenovao je 2NE1-ov nastup u Prudential Centru u New Jerseyu jednim od najboljih koncerata te godine. U listopadu iste godine, Zack Greenburg iz časopisa Forbes istaknuo je da je grupa 2NE1 prodala više od 27 milijuna digitalnih downloada.

## Studijski albumi
| Godina | Album                                           | Najviše pozicije | Najviše pozicije | Najviše pozicije                    | Prodaja |
| Godina | Album                                           | Koreja           | Japan            | SAD                                 | Prodaja |
| ------ | ----------------------------------------------- | ---------------- | ---------------- | ----------------------------------- | ------- |
| 2010   | To Anyone - Diskografska kuća: YG Entertainment | 1                | 27               | 7 - Koreja: 164 105 - Japan: 17 000 |         |
| 2012   | Collection - Diskografska kuća: YG              | -                | 5                | -                                   |         |
| 2014   | Crush - Diskografska kuća:                      | 2                | 36               | 2                                   |         |

## Kompilacijski albumi
- 2NE1 Best Collection Korea Edition (2014)

## EP
| Godina | Album                                                      | Najviše pozicije | Najviše pozicije | Najviše pozicije | Prodaja |
| Godina | Album                                                      | Koreja           | Japan            | SAD              | Prodaja |
| ------ | ---------------------------------------------------------- | ---------------- | ---------------- | ---------------- | ------- |
| 2009   | 2NE1 - Diskografska kuća: YG Entertainment                 | -                | 24               | -                |         |
| 2011   | 2NE1 - Objavljen: 28. srpnja 2011. - Diskografska kuća: YG | 1                | 26               | 4                |         |
| 2011   | Nolza - Objavljen: 21. rujna 2011. - Diskografska kuća:    | -                | 1                | -                |         |

## videoalbumi
| Godina | Album                                                      |      |                                                                                  |  |  |  |
| ------ | ---------------------------------------------------------- | ---- | -------------------------------------------------------------------------------- |  |  |  |
| Godina | Album                                                      | 2011 | 2NE1 1st Live Concert Nolza! Live in Seoul - Diskografska kuća: YG Entertainment |  |  |  |
| 2012   | 2NE1 1st Japan Tour Nolza in Japan - Diskografska kuća: YG |      |                                                                                  |  |  |  |
| 2012   | 2NE1 TV Season 1 Box - Diskografska kuća: YG               |      |                                                                                  |  |  |  |
| 2012   | 2NE1 TV Season 2 Box - Diskografska kuća: YG               |      |                                                                                  |  |  |  |
| 2013   | New Evolution Global Tour in Seoul - Diskografska kuća: YG |      |                                                                                  |  |  |  |
| 2013   | 2NE1 TV Season 3 Box - Diskografska kuća: YG               |      |                                                                                  |  |  |  |
| 2013   | New Evolution Global Tour in Japan - Diskografska kuća: YG |      |                                                                                  |  |  |  |

## Uživo albumi
- 2NE1 1st Live Concert (Nolza!) (2011.)
- 2012 2NE1 Global Tour: New Evolution (Live in Seoul) (2012.)
- 2014 2NE1 World Tour Live CD (All or Nothing in Seoul) (2014)

## Singlovi
| Godina                                                                       | Singl                      | Pozicije | Pozicije | Pozicije | Pozicije | Pozicije | Prodaje          | Album                                |
| Godina                                                                       | Singl                      | KOR      | KOR      | JPN      | JPN      | FRA      | Prodaje          | Album                                |
| Godina                                                                       | Singl                      | Gaon     | Hot 100  | Oricon   | Hot 100  | FRA      | Prodaje          | Album                                |
| Korean                                                                       | Korean                     | Korean   | Korean   | Korean   | Korean   | Korean   | Korean           | Korean                               |
| ---------------------------------------------------------------------------- | -------------------------- | -------- | -------- | -------- | -------- | -------- | ---------------- | ------------------------------------ |
| 2009                                                                         | "Lollipop" (with Big Bang) | —        | —        | —        | —        | —        |                  | 2NE1 (2009)                          |
| 2009                                                                         | "Fire"                     | 1        | —        | —        | —        | —        |                  | 2NE1 (2009)                          |
| 2009                                                                         | "I Don't Care"             | 1        | —        | —        | —        | —        |                  | 2NE1 (2009)                          |
| 2010                                                                         | "Try to Follow Me"         | 1        | —        | —        | —        | —        | - KOR: 3,400,000 | To Anyone                            |
| 2010                                                                         | "Clap Your Hands"          | 3        | —        | —        | —        | —        | - KOR: 1,841,485 | To Anyone                            |
| 2010                                                                         | "Go Away"                  | 1        | —        | —        | —        | —        | - KOR: 3,444,933 | To Anyone                            |
| 2010                                                                         | "Can't Nobody"             | 2        | —        | —        | —        | —        | - KOR: 2,327,146 | To Anyone                            |
| 2010                                                                         | "It Hurts (Slow)"          | 4        | —        | —        | —        | —        | - KOR: 2,770,787 | To Anyone                            |
| 2011                                                                         | "Lonely"                   | 1        | —        | —        | —        | —        | - KOR: 2,935,930 | 2NE1 (2011)                          |
| 2011                                                                         | "I Am the Best"            | 1        | 21       | —        | —        | 61       | - KOR: 3,467,674 | 2NE1 (2011)                          |
| 2011                                                                         | "Hate You"                 | 3        | 14       | —        | —        | —        | - KOR: 2,577,420 | 2NE1 (2011)                          |
| 2011                                                                         | "Ugly"                     | 1        | 3        | —        | —        | —        | - KOR: 3,005,896 | 2NE1 (2011)                          |
| 2012                                                                         | "I Love You"               | 1        | 1        | —        | —        | —        | - KOR: 2,777,520 | 2NE1 Best Collection -Korea Edition- |
| 2013                                                                         | "Falling in Love"          | 1        | 2        | —        | —        | —        | - KOR: 885,446   | 2NE1 Best Collection -Korea Edition- |
| 2013                                                                         | "Do You Love Me"           | 3        | 2        | —        | —        | —        | - KOR: 638,002   | 2NE1 Best Collection -Korea Edition- |
| 2013                                                                         | "Missing You"              | 1        | 2        | —        | —        | —        | - KOR: 1,025,782 | 2NE1 Best Collection -Korea Edition- |
| 2014                                                                         | "Come Back Home"           | 1        | 2        | —        | —        | —        | - KOR: 1,294,905 | Crush                                |
| 2014                                                                         | "Gotta Be You"             | 3        | 4        | —        | —        | —        | - KOR: 930,879   | Crush                                |
| Japanese                                                                     |                            |          |          |          |          |          |                  |                                      |
| 2011                                                                         | "Go Away"                  | —        | —        | 12       | 14       | —        | - JPN: 21,100    | Collection                           |
| 2012                                                                         | "Scream"                   | —        | —        | 14       | 18       | —        | - JPN: 6,800     | Collection                           |
| 2012                                                                         | "I Love You"               | —        | —        | 5        | 29       | —        | - JPN: 16,000    | Crush                                |
| "—" denotes releases that did not chart or were not released in that region. |                            |          |          |          |          |          |                  |                                      |